# 步云乡 (遂宁市)
步云乡，是中华人民共和国四川省遂宁市安居区曾经下辖的一个乡。2019年9月，撤销步云乡，将其所属行政区域划归白马镇管辖。

## 行政区划
步云乡撤销前下辖以下地区：
雾盐井社区、步云村、白毛沟村、筒竹湾村、黄盐井村、祠堂坝村、河边井村、竹林井村、方家庵村、水口山村和炭洞子村。